# Eustroma changi
Eustroma changi là một loài bướm đêm trong họ Geometridae.